# Common Information Model
Common Information Model（CIM）とは、IT環境における管理対象を典型的なオブジェクトとその関係で表現する方法を定義したオープン標準である。これにより、そうした管理対象をメーカーに関わらず一貫して管理することを意図している。

## 概要
CIMの別の説明として、管理対象に関する管理情報を相互にやり取り可能にするものとも言われる。しかしこの説明では、CIM が管理対象とその管理情報を表現するだけでなく、それらを制御・管理する手段を提供する点を説明できていない。情報の共通モデルを使うことで、一度管理ソフトウェアを開発すれば、そのモデルに則った各種実装に対応可能となり、情報が失われることもない。
CIM標準は Distributed Management Task Force (DMTF) が定義し公表している。関連する標準である Web-Based Enterprise Management（WBEM、こちらも DMTF による）には、CIM実装を発見しアクセスするためのプロトコルが含まれている。

## CIM標準に含まれるもの
CIM標準には CIM Infrastructure Specification と CIM Schema が含まれる。
CIM Infrastructure Specification
CIM のアーキテクチャとコンセプトを定義したもの。CIM Schema を定義する言語の仕様、CIM を他の情報モデル（例えば SNMP）にマッピングする方法も含まれる。CIM アーキテクチャはUMLに基づいており、オブジェクト指向である。管理対象は CIM クラスで表され、それらの関係は CIM 関連で表される。継承によって典型的管理対象を特殊化して、特定の管理対象を表すことができる。
CIM Schema
IT環境における管理対象の基盤となるオブジェクト群とその関連を定義した概念スキーマである。現在IT環境で想定される管理対象をほぼ網羅しており、例えば、コンピュータシステム、オペレーティングシステム、コンピュータネットワーク、ミドルウェア、サービス、ストレージなどが定義されている。CIM Schema はそれら管理対象を表現するための共通基盤を与えている。多くの管理対象は固有の振る舞いをするため、CIM Schema は各管理対象のベンダーが自分の製品向けに拡張できるようになっている。
CIM は DMTF による（WBEM や SMASH など）各種標準のベースとなっている。また、ストレージ管理のための標準である SMI-S のベースでもある。

## CIMの最新バージョン
- CIM Specificationの最新版 2.2は1999年6月14日にリリースされている。
- CIM Compliance Specificationの最新版は2.3は2005年10月4日にリリースされている。
- CIM Infrastructure Specification の最新版 2.3 は2005年10月4日にリリースされている。
- CIM Schema の最新版 2.50.0 は2018年1月4日にリリースされている。

## CIM 実装例
- SAN業界の団体 SNIA は CIM と WBEM に基づいて SMI-S というストレージ管理標準を策定した。
- 多くのサーバ製造業者は DMTF の SMASH イニシアティブに参加し、CIM に基づいたサーバ管理を定義している。
- DMTF は CIM ベースのデスクトップパソコン管理を定義するべく DASH イニシアティブを結成している。
- 多くのオペレーティングシステムは CIM 実装を提供している。例えば、Microsoft Windows では Windows Management Instrumentation (WMI) API で CIM を実装している。Linux では SourceForge.net での SBLIM プロジェクトで CIM 実装が行われている。
- 例えば、VMwareでは、CIMプロバイダによりデバイスの監視を行う。そして、SMASHインターフェースにより、ゲストOS等の制御をおこなうことが出来る。

CIM 関連のツール市場も成長しつつある。